# Estadio Shinnik
El estadio Shinnik es un estadio multiusos de Yaroslavl (Rusia). En la actualidad se utiliza sobre todo para partidos de fútbol y es el estadio del FC Shinnik Yaroslavl. Fue inaugurado en 1923 y tiene una capacidad para 22.990 espectadores sentados. Se planeó un aumento de la capacidad del estadio a 45 000 espectadores, con motivo de la Copa Mundial de Fútbol de 2018, pero los planes fracasaron al no incluirse a Yaroslavl en la lista de ciudades anfitrionas.